# Bilașkî, Talne
Bilașkî (în ucraineană Білашки) este o comună în raionul Talne, regiunea Cerkasî, Ucraina, formată numai din satul de reședință.

## Demografie
Componența lingvistică a comunei Bilașkî
     Ucraineană (98,21%)
     Rusă (1,42%)
Conform recensământului din 2001, majoritatea populației comunei Bilașkî era vorbitoare de ucraineană (98,21%), existând în minoritate și vorbitori de rusă (1,42%).